# 寒山寺 (青梅市)

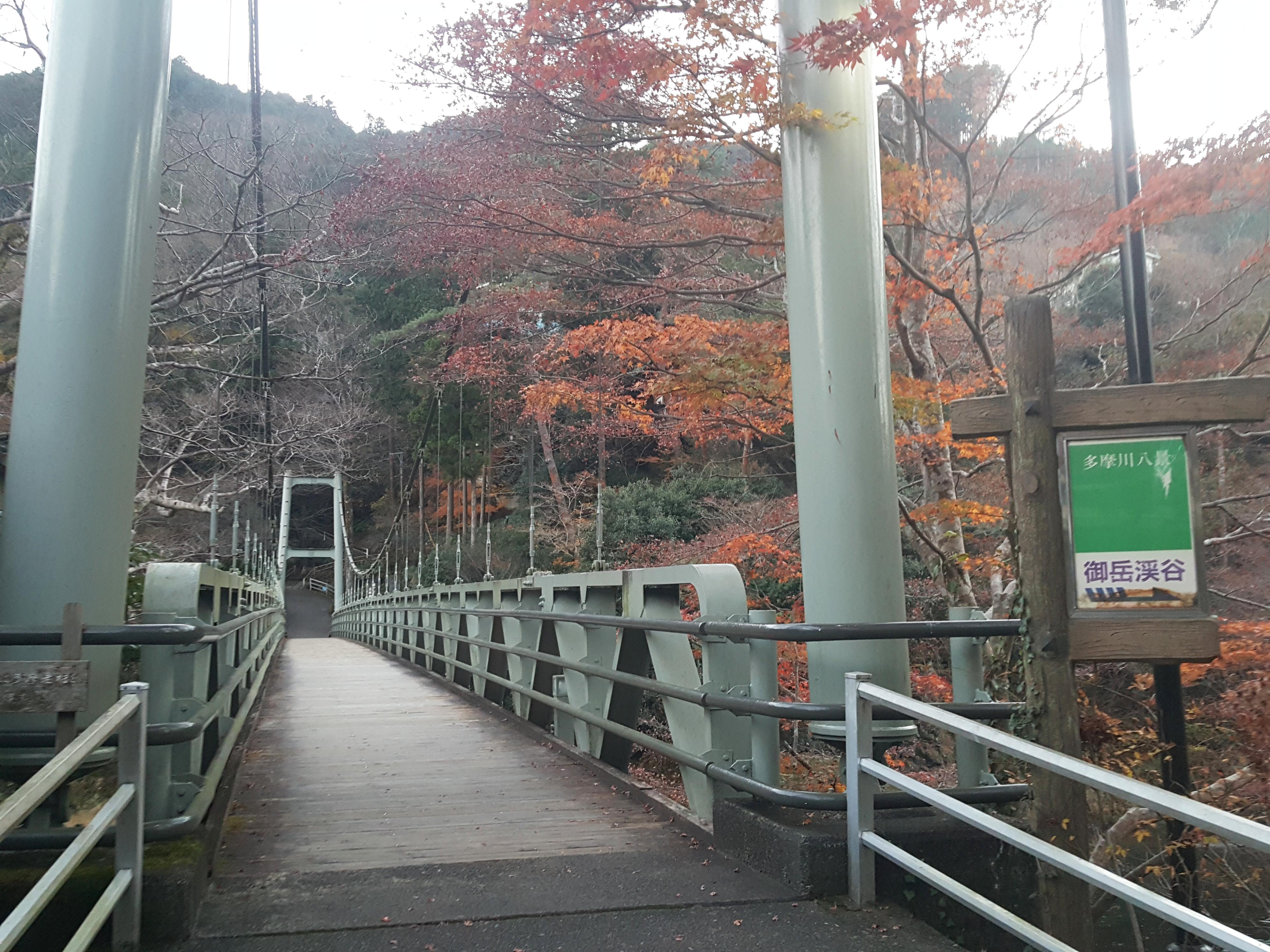
澤乃井園から多摩川右岸の寒山寺へ渡る際に通る「楓橋」。

寒山寺（かんざんじ）は、東京都青梅市にある寺院。

## 歴史
1930年（昭和5年）に開山した。1885年（明治18年）、書家田口米舫が清国（現・中華人民共和国）に渡航し、蘇州の寒山寺を訪れた際に、寒山寺の僧侶より木造釈迦如来像を託された。帰国後、米舫は釈迦像を安置する寺の適地を探し続け、青梅鉄道（現・JR青梅線）社長で小澤酒造の当主だった小澤太平より土地が提供されて、寺を創建した。
「寒山寺」といえば、張継作と言われる唐詩「楓橋夜泊」であり、橋と鐘が有名である。沢井駅から出て、寒山寺へ向かう途中、多摩川を越える橋がある。その名も「楓橋」という。もちろん鐘もある。初代の鐘は戦時中に供出させられ、現在ある鐘は1965年（昭和40年）に再造されたものである。鐘を撞くこともできる。
無宗派・無住（住職不在）・宗教法人格無しの三無の寺である。
しかし、当寺は実質的に小澤酒造の関連施設「清流ガーデン澤乃井園」に組み込まれているので、きちんと整備されている。数年に一度は、中国の寒山寺関係者も訪れ、参拝するという。

## 交通アクセス
- 沢井駅より徒歩10分。